# Cratere Roman
Roman è un cratere sulla superficie di Marte.